# Gwangjong (Goryeo)
Gwangjong de Goryeo (coréen : 고려 광종, hanja : 高麗光宗), né en 925 sous le nom Wang So et mort le 4 juillet 975. Gwangjong est le quatrième roi (947 - 975) de la dynastie coréenne de Goryeo. Il est le quatrième fils de Wang Geon, le fondateur de la dynastie en 918. 
Sa mère est la reine Sinmyeongsungseong,elle a donné également naissance aux princes wang Tae,Wang Yo,Wang Jeon,Jeungteong-guksa et les princesses Nakrang et Heungbang. Gwangjong avait vingt demi-frères et sept demi-sœurs issus des autres mariages de son père.

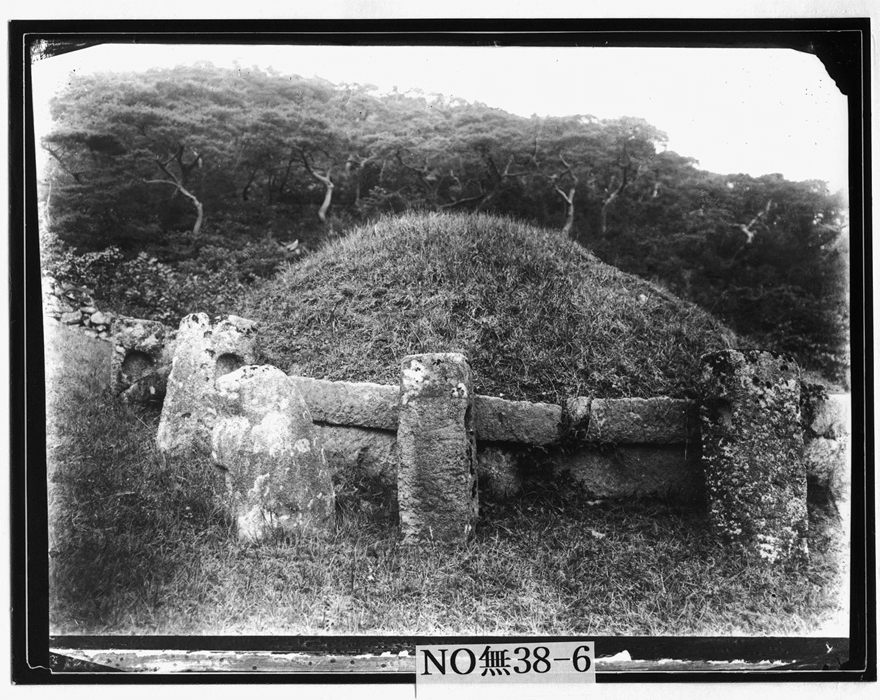
Tombe du roi Gwangjong